# فواوا
فواوا هي مدينة وجناح إداري في ولاية مبوزي وموقع المقر الرئيسي لإقليم سونغوي، تنزانيا. وفقًا لتعداد عام 2002 ، كان إجمالي عدد سكان الجناح 37844 نسمة.
القبيلة الرئيسة الموجودة في فواوا هي نيها، تتواجد قبائل أخرى تشمل ندالي وتشاغاس ونياكيوسا ولامبيا. وفقًا للتعداد التنزاني لعام 2012 ، بلغ عدد سكان فواوا 65625 نسمة، منهم 26372 ذكرًا و 29884 إناثًا. النشاط الاقتصادي الرئيس هو الزراعة.

## الاسم
هناك بلدة أخرى في تنزانيا بهذا الاسم.